# 통싱 탐마봉

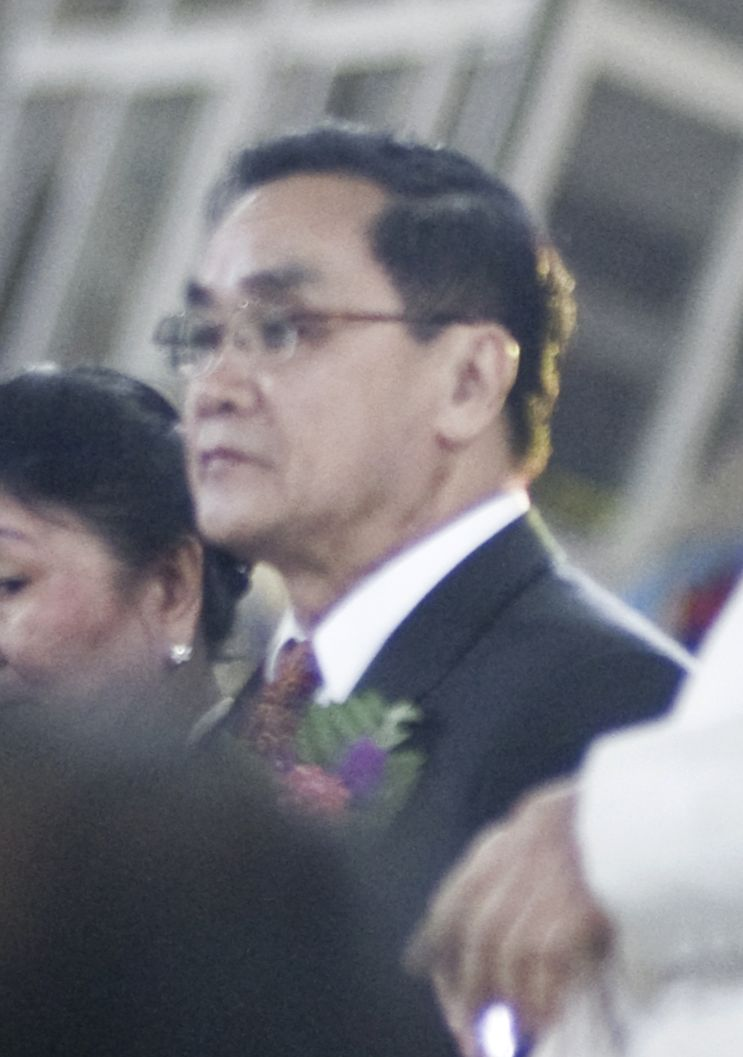
통싱 탐마봉

통싱 탐마봉(Thongsing Thammavong, ທອງສິງ ທຳມະວົງ, 1944년 4월 12일 ~ )은 라오스의 정치인으로, 2010년부터 2016년까지 라오스의 정부수상을 맡았다.
| 전임 사만 비야켓 | 제9대 라오스의 국회주석 2006년 6월 8일 ~ 2010년 12월 23일 | 후임 파니 야토투 |

| 전임 부아손 부파반 | 제16대 라오스의 정부수상 2010년 12월 23일 ~ 2016년 4월 20일 | 후임 통룬 시술릿 |

| 전임 부아손 부파반 | 라오스의 정부 수반 2010년 12월 23일 ~ 2016년 4월 20일 | 후임 통룬 시술릿 |